# سمندر ماری دوانگشته
سمندر ماری دوانگشته (نام علمی: Amphiuma means) نام یک گونه از سرده سمندرهای ماری است.